# Pokémon Sun és Moon
A Pokémon Sun és a Pokémon Moon (ポケットモンスター　サン・ムーン; Hepburn: Poketto Monsutā San & Mūn) kettő 2016-ban megjelent szerepjáték , melyet a Game Freak fejlesztett és a Pokémon Company jelentetett meg Nintendo 3DS kézikonzolra. A Sun és a Moon a Pokémon szerepjáték sorozat hetedik generációjának első két tagja,  2016 novemberében  jelent meg a franchise 20. évfordulójának megünnepléseként.

## Játékmenet

### Funkciók
A két játék bejelentésekor közzétett koncepciórajzok szerint a pokémon-központok és a Poké Martok formamegújulásban részesülnek. Az IGN és a Kotaku kiemelte, hogy a koncepciórajzokon nagyszámú jármű, így tűzoltóautók, kisteherautók és mentőautók is szerepelnek, illetve néhányon pokémonok is utaznak. A Pokémon Sun és a Moon a sorozat első két tagja, mely angol, francia, japán, kínai (egyszerűsített és hagyományos változatban), koreai, német, olasz és spanyol nyelven, azaz összesen kilenc nyelven játszható. Egy 2016. május 10-én közzétett, a két játékot bemutató videóban felfedték a játékok kezdő pokémonjait: Rowlet (fű/repülő), Litten (tűz) és Popplio (víz). A videóban ezek mellett a játékok borítóképeit is bemutatták, melyek a Solgaleo és Lunala legendás pokémonokat ábrázolják.

### Kompatibilitás
A Pokémon Sun és a Moon kompatibilis lesz a Pokémon Bank internetes pokémontároló-rendszerrel, melyet a Pokémon játékok előző generációjában vezettek be. 2016. február 26-án a Pokémon Companynél dolgozó Isihara Cunekazu egy különleges Pokémon Direct-adás keretében bejelentette, hogy a Red és a Blue és Yellow játékok Virtual Console-változataiban befogott pokémonok a Pokémon Banken keresztül átvihetőek a Sun és a Moon játékokba. A Nintendo azt is megerősítette, hogy az X és az Y, valamint az Omega Ruby és az Alpha Sapphire játékokban fogott pokémonok szintén átvihetőek.

## Helyszín
A játék a kitalált Alola régió trópusi szigetein játszódik, melynek területén kizárólag szigetek helyezkednek el. Joe Skrebels az IGN-nek írt cikkében Alolát „Hawaii pokémon-másának” írta le. Ómori Sigeru egy a 2016-os Electronic Entertainment Expón adott interjúban elmondta, hogy a Game Freak fejlesztőcsapata több utat is tett Hawaiira a Sun és Moon-játékokhoz való kutatómunka céljából.
Kukui professzor, az Alola régió vezető tudósa a kukui dióról, Hawaii szimbólumáról kapta a nevét. A játékok japán televíziós reklámjában egy család a Honoluluban található Diamond Head vulkanikus formáció felett repül el, majd egy hawaii repülőtéren leszállnak.

## Promóció és megjelenés
2016. február 25-én kiszivárgott a két játék léte, amikor a Nintendo védjegyeire rátaláltak a Európai Unió Szellemi Tulajdoni Hivatalának weboldalán. Az IGN rámutatott arra, hogy a Magearna névre keresztelt új pokémon közelmúltban való bemutatása a két játékok felfedéséhez vezethet. A játékokat hivatalosan a következő napon egy a franchise huszadik évfordulóját ünneplő Nintendo Direct-prezentáció keretében jelentették be. A játékok kilenc nyelv támogatásával fognak megjelenni. 2016. május 10-én egy előzetes videóban további információkat osztottak meg a játékokról, köztük új pokémonokat, a borítóképeket és a megjelenési dátumokat is bemutatták.